# Austerfield
Austerfield est un village et une paroisse civile du Yorkshire du Sud, en Angleterre. Il est situé dans le sud-est du comté, près de la frontière du Nottinghamshire, à une quinzaine de kilomètres au sud-est de la ville de Doncaster. Administrativement, il relève du borough métropolitain de Doncaster.
Au recensement de 2001, la paroisse civile d'Austerfield comptait 536 habitants.

## Toponymie
Le nom Austerfield provient du vieil anglais. Il fait référence à une bergerie (eowestre) située sur un terrain ouvert (feld). Il est attesté sous la forme Eostrefeld vers 715 et apparaît comme Oustrefeld dans le Domesday Book, compilé en 1086.

## Histoire
En 702, le concile d'Austerfield est organisé par le roi de Northumbrie Aldfrith pour régler le cas de l'évêque Wilfrid, qui s'est réfugié auprès du roi de Mercie Æthelred en raison de ses mauvaises relations avec Aldfrith.

## Personnalités liées
- Le puritain William Bradford (1590-1657), gouverneur de la colonie de Plymouth dans le Massachusetts, est né à Austerfield[3].
- Le scénariste Roy Clarke est né à Austerfield en 1930.